# Polnische Wirtschaft
Polnische Wirtschaft (pol. „polskie gospodarzenie”) – stereotypowe, negatywne określenie funkcjonujące w społeczeństwie niemieckim, dotyczące organizacji społeczeństwa polskiego. Według tego stereotypu domyślnie „polnische Wirtschaft” oznacza skrajną niegospodarność, brak planowania i manier oraz bałagan.

## Historia pojęcia
Jak wynika z ustaleń Jacka Kordela, określenie to znane było na Śląsku już w I poł. XVIII w. Pojawia się ono na kartach ogłoszonej drukiem w roku 1723 przygodowo-awanturniczej powieści Christiana Stieffa Schlesischer Robinson oder Frantz Anton Wentzels v. C**, eines schlesischen Edelmanns, denckwürdiges Leben. Pojęcie „polnische Wirtschaft” oznaczało u niego lenistwo, brak zdyscyplinowania, nieposłuszeństwo, nieporządek. Stieff odwoływał się do terminu, którego nie wyjaśniał. Musiał być on dla jego potencjalnych  czytelników dobrze znany, i to nie tylko na Śląsku. Schlesischer Robinson skierowany był przede wszystkim do osób pochodzących spoza terenów pogranicza polsko-czesko-niemieckiego obszaru językowego.  
Pojęcie rozpowszechniło się  w okresie I rozbioru Polski, gdy pruskie władze usiłowały w społeczności niemieckiej wyrobić przekonanie o słuszności dokonanego rozbioru. Używali go urzędnicy opisujący sytuację na przejętych terenach. Stereotyp ten trafił do świadomości wyższych sfer społeczeństwa niemieckiego pod koniec XVIII wieku za pomocą listów Georga Forstera, który wychowywał się wśród niemieckiej społeczności Prus Królewskich i w dzieciństwie miał kontakt z mieszczaństwem i chłopami niemieckimi z okolic Gdańska.
To stereotypowe określenie było używane w późniejszym czasie, m.in. przez takie postacie jak Karl Marx, Friedrich Engels, Otto von Bismarck czy Carl von Clausewitz. W czasach krystalizowania się niemieckiego państwa narodowego w XIX wieku negatywny wydźwięk tego określenia był popularyzowany przez takich, tworzących w duchu idei narodowej, pisarzy jak Ernst Moritz Arndt, Gustav Freytag, Clara Viebig czy Heinrich von Treitschke (powstał cały nurt nazywany Ostmarkenliteratur dotyczący Poznańskiego). Stereotyp ten był także wykorzystywany przez niemieckie państwo nazistowskie w okresie silnych napięć narodowych w okresie międzywojennym i w czasie II wojny światowej do usprawiedliwiania napaści na Polskę i traktowania Polaków jako mniej wartościowych ludzi. Miał on wtedy bardzo ostry wydźwięk i budził silne emocje.
Wyrażenie „polnische Wirtschaft” ma negatywny wydźwięk w uszach części Niemców do dzisiaj. W wydanym w 1987 roku Słowniku potocznego języka niemieckiego (Wörterbuch der deutschen Umgangssprache pod redakcją Heinza Küppera) „polnische Wirtschaft” funkcjonuje jako synonim „niewyobrażalnego nieładu”. Negatywna wymowa tego stereotypu traci jednak w ostatnich latach na sile.

## Pojęcie w kulturze
Pojęcie pojawia się w licznych tekstach niemieckojęzycznych, począwszy od operetki i literatury pięknej, poprzez publicystykę, słowniki i encyklopedie. 
W 1889, w Hamburgu pokazano operetkę pod tytułem „Polnische Wirtschaft”, której autorami byli Hermann Zumpe, Richard Geere i West. W 1910, w Berlinie ukazała się druga, pod tym samym tytułem (autorzy to Kurt Kraatz, Georg Olkonsky i Jean Gilbert, czyli Max Winterfeld). To drugie dzieło pokazywano aż 2315 razy w sezonie 1911-1912 i zajęło ono trzecie miejsce po Wesołej wdówce i Księżniczce dolara. 
Stereotyp był szczególnie uwypuklany w ksenofobicznym nurcie Ostmarkenliteratur, gdzie polska wieś przedstawiano jako obraz nędzy i rozpaczy, bałaganu i chaosu ulokowanego w szarym, depresyjnym krajobrazie. Polskie gospodarstwa były brudne, stare, szare, zaniedbane, rzadko kiedy dwupiętrowe, z bardzo wąskim frontem, nie starsze niż pięćdziesiąt lat. Stare baraki z czasów polskiej świetności uległy zniszczeniu podczas wojen, powstań i pożarów (Johannes Höffner, Das Moor). Już sam widok polskiej wsi musi człowieka napełniać smutkiem. Brud, zaniedbanie i bieda tworzą tu typową sygnaturę człowieka i budowli. Ani kwietnik, ani ogródek nie dają tu wytchnienia oczom, w końcu tylko kilka nędznych, skarłowaciałych drzew owocowych stanowi nader skromna ozdobę (Volk, Berlin).  Erich Fließ w powieści Zal Mavet pisze: gliniane domy, strzechy, walące się stajnie i na wpół zgniłe studnie z żurawiem robiły dość żałosne wrażenie. Brudna młodzież mieszkająca we wsi, przeważnie ubrana tylko w brudną, podarta koszulę, [...] za to z grubą futrzana czapką na kołtunowatej czuprynie - żeby nie zmarzły wszy. Clara Viebig w powieści Śpiąca armia wskazała, że na wsi polskiej wirowały tumany kurzu, ujadały psy, dzieci ubrane tylko w koszulkę, półnagie kręciły się między świniami na ulicy, krzycząc przeraźliwie za przejeżdżającymi przez wieś powozami. Polskie izby były zamieszkane przez ludzi i zwierzęta, zadymione, duszne i brudne. Nie brakowało za to w nich świętych obrazów. 
W Ostmarkenliteratur uporczywie powielane jest kilka schematów polnische Wirtschaft: dzieci w lichych koszulkach, zwierzęta i ludzie zamieszkali wspólnie, drzwi na jednym zawiasie, wymarłe pola i domy widziane przez kolonistę z pagórka. Polskie gospodarstwa obowiązkowo musiały być nędzne i pełne brudu. Jeden z bohaterów Fließa wyrósł na silnego i zdrowego chłopca, mimo samotności, często kiepskiej opieki, niewiarygodnego brudu prawdziwego polskiego gospodarstwa rolnego. Pierzyny i prześcieradła były latami nie prane (podobnie jak ubrania i kożuchy), chleby wyciągane z pieca i kładzione na podłodze w kurzych odchodach, a kobiety zaniedbane (gdy wyjątkowo pojawiała się relatywnie czysta, to okazywała się złodziejką lub oszustką).
Podobnie jak wsie liche były też drogi, piaszczyste, błotniste i nieprzejezdne. Gospody to również miejsca brudne, z kałużami piwa, zaniedbanymi firankami, fatalnie oświetlone, za to pełne spiskujących Polaków, kombinujących jak zaszkodzić Niemcom. 
Paul Oskar Höcker wydał w 1896 około 400-stronicową powieść „Polnische Wirtschaft”, rozgrywającą się w Blizanowie, w której usprawiedliwiał pruską obecność w Poznaniu i Wielkopolsce właśnie koniecznością zaprowadzenia niemieckiego porządku. Polacy to dla niego rozrzutni lenie o burzliwych temperamentach, tworzący zdeprawowane społeczeństwo bez moralności i żadnych pozytywnych widoków na przyszłość. Niemcy obrazują w tej powieści siłę i zdrowie – ich wspaniałomyślne przybycie na Wschód sprawiło, że ziemia tutejsza odetchnęła z ulgą. Jeszcze w 1981 powieść o identycznym tytule, autorstwa Waldtraut Villaret, ukazała się w düsseldorfskim wydawnictwie Erb. 
Niemiec jest w myśl stereotypu uzdrowicielem i nadzieją dla skarlałej polskiej gospodarki. Dom Niemca był przeciwstawieniem domu Polaka, podobnie było z gospodarstwem, ogrodem i innymi opisywanymi elementami.

## Opracowania
- Blecking, Diethelm: Der schiefe Spiegel. Hubert Orłowski über den deutschen Polendiskurs. w: Frankfurter Rundschau, 5.12.1997, s. 8.
- Fiedor, Karol: Wokół stereotypu „polnische Wirtschaft”. w: Zbliżenia (1997), nr 3 (18), s. 92–95.
- Golec, Janusz: „Polnische Wirtschaft” potęga stereotypu. w: Borussia (2000), nr 20/21, s. 305–308.
- Kordel Jacek : Zur Entstehung des Begriffs „polnische Wirtschaft”. Przegląd Historyczny. CXI, 2020, 4, S. 879–902.
- Kowal, Stefan: Das Stereotyp „polnische Wirtschaft” aus polnischer Sicht. w: Adelheid von Saldern (wyd.): Politik und Geschichte. tom 1. Mythen in Geschichte und Geschichtsschreibung aus polnischer und deutscher Sicht. Münster: Lit 1996, s. 74–84.
- Orłowski, Hubert: Polnische Wirtschaft. Nowoczesny niemiecki dyskurs o Polsce, Olsztyn 1998
- Orłowski, Hubert: Das Stereotyp ‘polnische Wirtschaft’ im Spannungsfeld aufklärerischer Modernisierungskritik. w: Kwartalnik Neofilologiczny 43 (1996), s. 101–116.
- Orłowski, Hubert: Kariera stereotypu „polnische Wirtschaft”. w: Zbliżenia (1992), nr 2 (3), s. 66–80. Niemieckie streszczenie: Die Karriere des Stereotyps von der „polnischen Wirtschaft”, s. 79 f.
- Orłowski, Hubert: „Polnische Wirtschaft”: dzieje i funkcje stereotypu. w: Przegląd Zachodni 47 (1991), nr 3, s. 1–24.
- Orłowski, Hubert: „Polnische Wirtschaft”. w: Ewa Kobylińska, Andreas Lawaty, Rüdiger Stephan (wyd.): Polacy i Niemcy. 100 kluczowych pojęć. Warszawa: Biblioteka „Więzi” 1996, s. 437–443.
- Orłowski, Hubert: „Polnische Wirtschaft”: Zur Tiefenstruktur des deutschen Polenbildes. w: Dietrich Harth (wyd.): Fiktion des Fremden. Erkundung kultureller Grenzen in Literatur und Publizistik (= Fischer-Taschenbuch 12512). Frankfurt a. M.: Fischer-Taschenbuch-Verl. 1994, s. 113–136.
- Orłowski, Hubert: „Polnische Wirtschaft”. Zum deutschen Polendiskurs der späten Neuzeit. w: Karl-Günter Schirrmeister (opr.): Deutsch-Polnisches Symposium 22.–24. Januar 1995 in Strausberg. Dokumentation (= Schriftenreihe der AIK 10). [Strausberg 1995], s. 6–30. (dyskusja, s. 45–49.)
- Orłowski, Hubert: „Polnische Wirtschaft” im Blick der historischen Semantik und historischen Stereotypenforschung. w: Waldemar Pfeiffer (wyd.): Wissenschaft und Wirtschaft – Wechselseitige Beziehungen und gesellschaftliche Funktion. Dokumentation eines internationalen Kongresses 25. 28.06.1998 Gdańsk (= Societas Humboldtiana Polonorum 7). Toruń: Wyd. Uniwersytetu Mikołaja Kopernika 1999, s. 82–95.
- Papiór, Jan: Diskurs zum Stereotyp der „polnischen Wirtschaft”. w: Zbliżenia (1997), nr 3 (18), s. 95–98.